# Lachnellula subtilissima

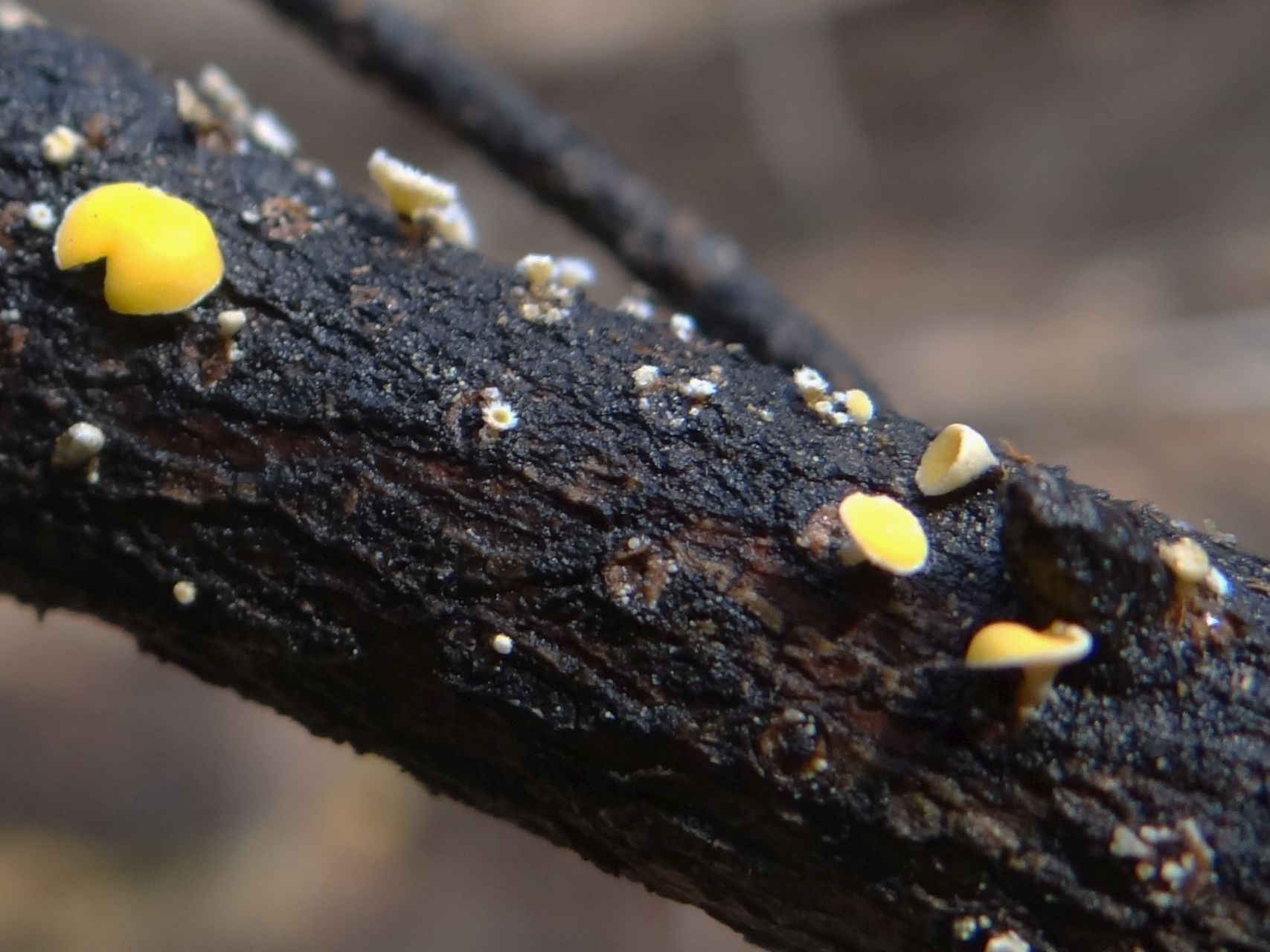

Lachnellula subtilissima (Cooke) Dennis – gatunek grzybów z klasy patyczniaków (Helotiales).

## Systematyka i nazewnictwo
Pozycja w klasyfikacji według Index Fungorum: Lachnellula, Lachnaceae, Helotiales, Leotiomycetidae, Leotiomycetes, Pezizomycotina, Ascomycota, Fungi.
Po raz pierwszy takson ten zdiagnozował w 1785 r. Mordecai Cubitt Cooke nadając mu nazwę Peziza subtilissima. Obecną, uznaną przez Index Fungorum nazwę nadał mu w 1962 r. Richard William George Dennis.
Synonimy nazwy naukowej:
- Helotium subtilissimum (Cooke) P. Karst. 1871
- Peziza subtilissima Cooke 1875
- Lachnella subtilissima (Cooke) W. Phillips 1887
- Dasyscyphus subtilissimus (Cooke) Sacc. 1889
- Atractobolus subtilissimus (Cooke) Kuntze 1898
- Trichoscypha subtilissima (Cooke) Boud. 1907[2].

## Morfologia
Apotecja
Mają średnicę 1–4 mm, są siedzące, lub na krótkich trzonkach. Mają postać miseczki, w stanie suchym zwijają się, w stanie wilgotnym są szeroko otwarte. Wewnętrzna, pokryta hymenium powierzchnia ma barwę żółtą lub pomarańczowo-żółtą, zewnętrzna jest biaława. Brzeżki owocników (ekscypulum) porośnięte wyraźnymi, białymi włoskami. W starszych owocnikach stają się one lekko żółtawe, lub szarawe.
Budowa mikroskopowa
Konidiom łatwy do przeoczenia. W sezonie wegetacyjnym rozwija się przed teleomorfą. Jest mniej więcej kulisty, jasny. Konidiofory bezbarwne, cienkościenne, gładkie. Komórki konidiotwórcze typu fialida, bezbarwne, cienkościenne, gładkie, szydłowate, o długości 10–15 μm i szerokości 1–5 μm. Wytwarzanie zarodników odbywa się na szczycie fialid. Konidia bezbarwne, bez przegród, cienkościenne, elipsoidalne lub wrzecionowate, gładkie, o rozmiarach 2–4 × 1–5 μm. Strzępki w środkowej części apotecjum tworzą pryzmatyczną teksturę, w ekscypulum są luźno utkane. Włoski o powierzchni drobno granulowanej, septowane, cylindryczne, o szerokości 4–5 μm. Worki unitunikowe, z askosporami w jednym rzędzie, cienkościenne, cylindryczne, z zaokrąglonymi wierzchołkami i zwężające się ku podstawie. Mają rozmiar 45–65 × 4–7 μm. Zarodniki wydostają się przez mały otwór na szczycie worków. Są bezbarwne, gładkie, bez przegród, zgrubiałe, o wrzecionowatym kształcie i rozmiarach 6–11 × 2–5 μm. Pomiędzy workami bezbarwne, gładkie wstawki o cylindrycznym kształcie, nierozgałęzione, nieco rozszerzające się ku wierzchołkowi. Są trochę dłuższe od worków – mają długość 45–65 μm i szerokość 4–7 μm. Zawierają żółto-pomarańczowe granulki.
Gatunki podobne
Makroskopowo wszystkie gatunki Lachellula są podobne i wiele z nich występuje na drzewach iglastych. Pewnej identyfikacji gatunku można dokonać tylko mikroskopowo. Dla Lachnellula subtilissima charakterystyczne są białe włoski i wrzecionowate askospory o rozmiarach 6–11 × 2–5 μm.

## Występowanie i siedlisko
Występuje w Ameryce Północnej (Kanada, USA), Ameryce Środkowej (Dominikana), Ameryce Południowej (Chile), Azji (Gruzja, Indie, Pakistan, Rosja, Japonia, Korea Południowa), Australazji (Nowa Zelandia) i w Europie (Austria, Czechy, Niemcy, Estonia, Finlandia, Francja, Anglia, Włochy, Irlandia, Włochy, Holandia, Norwegia, Polska, Rumunia, Rosja (okręg petersburski), Słowacja, Hiszpania, Szwecja, Szwajcaria). W górach Europy dochodzi do wysokości 1800 m n.p.m.
W Polsce rozwija się na gałązkach świerków, jodeł i sosen. Owocniki wyrastają pojedynczo lub w niewielkich grupkach na martwych małych gałązkach i gałęziach leżących na ziemi, przeważnie na ich górnej powierzchni. Czasami także na szyszkach i igliwiu, a nawet na zrakowaceniach żywych drzew. Owocniki pojawiają się na ogół późną wiosną lub wczesnym latem, ale przy wilgotnej pogodzie przez cały rok.

## Znaczenie
Czasami gatunek ten powodował na plantacjach w Finlandii drobne uszkodzenia sosen. W Himalajach u drzew rosnących na dużych wysokościach powoduje zrakowacenia. Kilka razy obserwowano go także na żywych jeszcze, ale już zamierających gałązkach drzew. Na ogół jednak jest saprotrofem.